# Coup (Unternehmen)

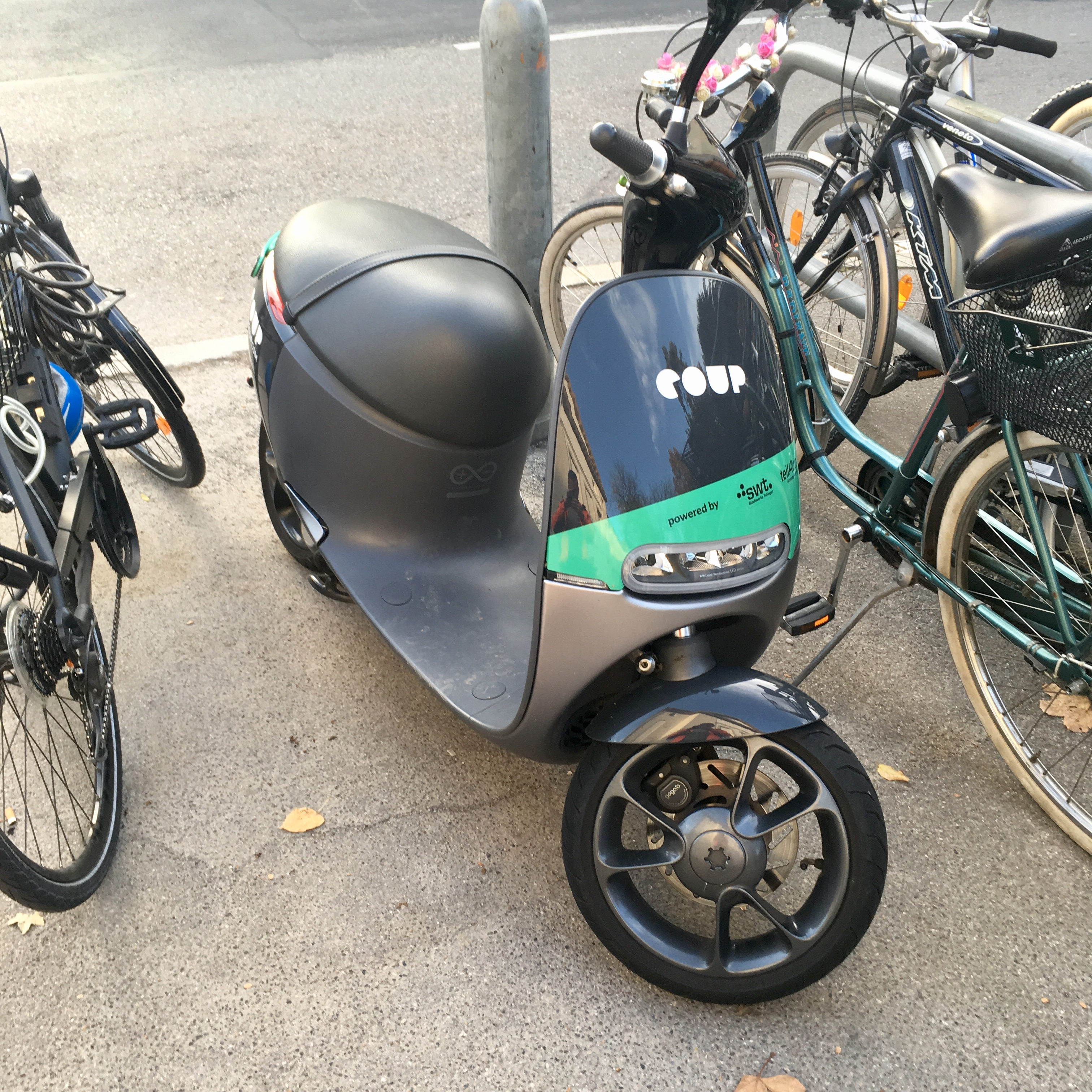
Coup E-Roller in Tübingen

Die ehemalige Coup Mobility GmbH betrieb in mehreren europäischen Großstädten einen Mobilitätsservice auf der Basis von E-Scootern; es handelte sich um eine 100%ige Tochterfirma der Robert Bosch GmbH. Nach Verlusten wurde das Verleihgeschäft Anfang 2020 aufgegeben, die Mopedflotte und Ladeinfrastruktur wurde im Februar 2020 an den Tretrollerverleiher Tier Mobility verkauft.

## Geschichte
Begonnen wurde im August 2016 in Berlin mit 200 Scootern der taiwanischen Firma Gogoro. Im Sommer 2017 folgte Paris mit 600 Fahrzeugen, im Sommer 2018 Madrid mit 850 Rollern sowie Tübingen mit 30.
Die gesamte Flotte wurde 2018 auf 3500 Fahrzeuge erweitert. In Paris und Madrid wird der Service das ganze Jahr über angeboten, während es in Berlin und Tübingen eine Winterpause gab.
Ende November 2019 gab Coup bekannt, dass der Dienst Mitte Dezember 2019 in Berlin und Tübingen eingestellt werde, da die Kosten für den Betrieb der Coup-Flotte zu hoch seien. Auch die Angebote in Madrid und Paris wurden binnen kurzer Frist geschlossen. Eine Firmensprecherin konkretisierte die Gründe für die Beendigung der Dienstleistung: „Eine Fortführung ist auf dem hart umkämpften sharing-Markt bei gleichzeitig hohen Kosten langfristig wirtschaftlich unmöglich“. Ende Februar 2020 wurde der Verkauf der Flotte an den Konkurrenten Tier Mobility verkündet; dieser will die Fahrzeuge in sein eigenes Angebot, zunächst in Berlin, integrieren.

## Handling
Das Buchen und Aufschließen der grün-schwarz lackierten Scooter erfolgt über eine Smartphone-App. Unter der Sitzbank befindet sich der vorgeschriebene Schutzhelm. Die leer gefahrenen Akkus tauscht das Unternehmen am Abstellort, wodurch zusätzliche Transport- und Personalkosten in die Ausleihgebühren eingehen.
Seit Oktober 2019 testete das Coup-Management vorerst nur in Berlin für seine inzwischen auf 1500 Fahrzeuge aufgestockte Flotte ein neues Akku-Handling, das Coup Boxenstopp heißt: Der Nutzer kann mit einem Ladezustand unter 50 Prozent an eine von zwei Ladestationen fahren (Mercedes-Platz in Berlin-Friedrichshain oder in der Stresemannstraße in Berlin-Kreuzberg auf einem Supermarkt-Parkplatz) und dort selbst in nur zwei Minuten den schwachen Akku gegen einen vollen austauschen, ggf. mithilfe dort ansprechbarer Coup-Mitarbeiter. Diese Aktion beschert dem Roller-Ausleiher eine Gutschrift von 30 Freiminuten im Wert von 4,20 Euro und spart dem Unternehmen Transportfahrten. Die Firmen-Ladezentrale befindet sich in einem Keller in der Kreuzberger Charlottenstraße. Nach Angaben der Firma wird ausschließlich Ökostrom eingesetzt, mit dem gleichzeitig 220 Akkus in rund zweieinhalb Stunden aufgeladen werden.